# کاسما
کاسما (به اسپانیایی: Casma) یک شهرک در پرو است که در استان کاسما واقع شده‌است. کاسما ۲۰۷٫۲۷ متر بالاتر از سطح دریا واقع شده‌است.